# هاوارد ام. میچل
هاوارد ام. میچل (انگلیسی: Howard M. Mitchell؛ ‏ ۱۱ دسامبر ۱۸۸۳ – ۹ اکتبر ۱۹۵۸) بازیگر و کارگردان فیلم اهل ایالات متحده آمریکا بود.
از فیلم‌هایی که وی در آن نقش داشته‌است، می‌توان به دوست من ایرما، فت من و هیچ‌چیز بجز دردسر اشاره کرد.